# Pseudoclanis evestigata
Pseudoclanis evestigata là một loài bướm đêm thuộc họ Sphingidae. Loài này có ở Zambia.